# St. Johannes Evangelist (Oberbibrach)
Die römisch-katholische Expositurkirche St. Johannes Evangelist in Oberbibrach in der oberpfälzischen Gemeinde Vorbach gehört zur „Klosterpfarrei Speinshart“.

## Geschichte
An der Stelle der jetzigen Kirche stand ein früher kleiner gotischer Kirchenbau, vermutlich die Schlosskirche der Burg Oberbibrach. An der Westseite war der Giebel durch eine Stützmauer zum Burggraben abgestützt. Von dieser Kirche blieb nur ein aus Sandstein gefertigter gotischer Taufstein übrig, der in der neuen Kirche platziert wurde; der Taufstein besitzt am Beckenrand ein Relief mit Lilien. Für diesen hat 1910 die Lehrerin Anna Trösch einen verzierten Kupferdeckel gestiftet. In der Mauer hinter dem Hochaltar befindet sich ein Wappenstein mit einem Helm und drei aufwärts schwimmenden Fischen der Herren von Bibra mit der Jahreszahl 1291.
1760 wandte sich eine Abordnung der Bibracher Bürger mit der Bitte um einen Neubau der alten und baufällig gewordenen Kirche an den Abt Dominikus I. von Lieblein. Im folgenden Jahr genehmigte der Abt diesen Wunsch und am 26. März 1761 begann man mit dem Abriss der alten Kirche. Den Plan für das neue Gotteshaus fertigte der Speinsharter Chorherr Hugo Strauß an; dieser hatte in Prag Architektur studiert und war für Bauten des Klosters zuständig. Die Maurerarbeiten führte der Oberbibracher Maurermeister Adam Preyssinger aus. Der Rohbau dauerte bis 1763. Ein Georg Rasberger verlegte 1765 den Fußboden mit Marmorpflaster. 1767 wurden die Friedhofsmauer und das Beinhaus errichtet. 1764 wurde die Kirche innen ausgeweißt, 1768 wurden die Außenwände verputzt.
Die vorläufige Benediktion wurde 1766 im Auftrag des bischöflichen Konsistoriums durch Macarius Parry vollzogen; seit diesem Zeitpunkt durften hier Messen abgehalten werden. Die Konsekration fand am 23. Oktober 1771 durch Weihbischof Adam Ernst von Bernclau statt. Die Kirche ist dem Evangelisten Johannes geweiht, das Fest des heiligen Apostels und Evangelisten Johannes wird am 27. Dezember gefeiert. Als zweiter Kirchenpatron wurde der hl. Johannes Baptist festgelegt. Zur Einweihung erhielt die Kirche Reliquien der beiden Heiligen, zudem von Jakobus dem Älteren und von dem hl. Simon.
1781 begann man mit dem Bau eines an das Längsschiff angesetzten Kirchturms. Die aufgesetzte doppelte Zwiebel wurde von dem Zimmermeister Wunschel und dem Schieferdecker Friederich Hildebrandt aus Bayreuth geplant. Vom 28. Juli 1782 stammt die Schlussrechnung für den Glockenstuhl und die Stiegen in dem Turm durch den Zimmerer Michael Fichtl aus Bibrach. Auch ein Kreuz wurde dem Turm aufgesetzt.
Der Turm wurde mehrmals renoviert, so 1877 und 1930. 1881 bekam der Turm einen Blitzableiter. Eine Außenrenovierung der Kirche begann 1977, die Innenrenovierung 1981. Am 25. April 1983 besuchte Bischof Manfred Müller die renovierte Kirche.
Bis 1488 gehörte Bibrach zu der Urpfarrei Mockersdorf. Ein eigener Geistlicher ist hier erst während der Reformation nachgewiesen, und zwar war im 16. Jahrhundert der ehemalige Speinsharter Domherr Christoph Schenk Siemau hier 15 Jahre tätig. Nach der Gegenreformation versuchten die Bibracher 1718, eine eigene Pfarrerstelle zu bekommen; dieses Ansuchen war aber nicht erfolgreich, bis zur Säkularisation wurde Bibrach vom Kloster Speinshart geistlich betreut. 1859 wurde von den Bürgern eine Expositur beantragt. 1917 wurde sogar ein Expositurverein gegründet, der ein Grundstück aufkaufte, um ein Pfarrhaus zu errichten. Aber erst am 18. Dezember 1917 genehmigte der Regensburger Bischof Anton von Henle die Expositur, welche auch Vorbach versorgen sollte. Am 20. Dezember 1917 konnte der erste Expositus namens Kellner hier feierlich einziehen. In das neu errichtete Pfarrhaus konnte er am 30. September 1923 geleitet werden. Sein Nachfolger wurde 1924 Gereon Motyka, der spätere Abt vom Kloster Speinshart.

## Baulichkeit
Die Kirche ist eine Saalkirche mit einem Walmdach und einem eingezogenen Rechteckchor. Der Chorturm besitzt eine mehrfach gestufte Zwiebelhaube.
Zu der Kirche gehört ein Friedhof, der mit einer Friedhofsmauer aus Bruchstein- und Quadermauerwerk umfasst ist.  Am 14. Januar 1929 wurde ein Kriegerdenkmal aus Sandstein für die Gefallenen des Ersten Weltkrieges durch den Steinmetzmeister Prösl aus Eschenbach geschaffen, das dann nach dem Zweiten Weltkrieg ergänzt werden musste. Über einer Inschrifttafel ist ein Kreuz mit einem Pietàrelief angebracht. Die Friedhofskapelle ist ein  Zeltdachbau über einem unregelmäßigen Grundriss; sie ist im 18. Jahrhundert aus Bruchstein errichtet worden. Aus Platzmangel musste 1972 ein neuer Friedhof mit Aussegnungshalle geschaffen werden, Architekt war Georg Stange aus Eschenbach. Der neue Friedhof wurde am 18. November 1973 eingeweiht.

## Innenausstattung
Das Bild auf dem Hochaltar zeigt, umrahmt von vier Säulen, den hl. Johannes auf der Insel Patmos. Als Assistenzfiguren dienen die Ordensväter der Prämonstratenser, Norbert und Augustinus. Im Altarauszug wird die Heilige Dreifaltigkeit dargestellt. Darüber ist ein Fresko, das die Anbetung der 24 Ältesten darstellt. Die beiden Seitenaltäre (um 1730 erstellt) entstammen dem Vorgängerbau. Der linke ist der Gottesmutter geweiht, im Auszug befindet sich eine Darstellung des hl. Bartholomäus. Der rechte ist dem hl. Josef gewidmet, wobei sich im Auszug der hl. Florian befindet. Das Schnitzwerk der Altäre wird dem Auerbacher Bildhauer Johann Michael Doser zugeschrieben.
Die reich verzierte Kanzel stammt von Ulrich Lambeck aus Schlicht bei Vilseck und wurde 1767 geschaffen. Der Kanzelkorb besitzt Rocailleornamente. Auf dem Schalldeckel hält ein Putto die Gesetzestafeln Moses in der Hand.
Die Kirchenstühle mit ihren spätbarocken Stuhlwangen wurden von dem Klosterschreiner Steinl hergestellt; jedes Jahr wurde einer geliefert, die letzten 1770. Die Kirchenstühle wurden von Spendern gestiftet.
Über der geschwungenen Brüstung der Orgelempore wird die Reinigung des Tempels durch Jesus gezeigt.
Besondere Beachtung verdienen in der Rokokokirche die Deckengemälde des Auerbacher Malers Michael Wild. Die Bildkomposition beginnt und endet mit der Vision des Johannes auf der Insel Patmos vor dem zwölftorigen Jerusalem; er erhält von einem Engel den Auftrag, seine Visionen aufzuschreiben. Im Zentrum steht eine schwangere Frau, deren Kind über die Welt herrschen soll. Beide werden von einem Drachen, Symbol des Bösen, bedroht. Der Erzengel Michael und seine Engel machen sich auf, um gegen das Böse und die abgefallenen Engel zu kämpfen. Im rückwärtigen Teil wird das Gericht Gottes dargestellt. In kleineren Fresken in den Seitenflächen werden Szenen aus dem Leben des Evangelisten (Berufung, Letztes Abendmahl, Martyrium und Tod des Johannes, Begegnung mit Jesus) dargestellt.

## Orgel

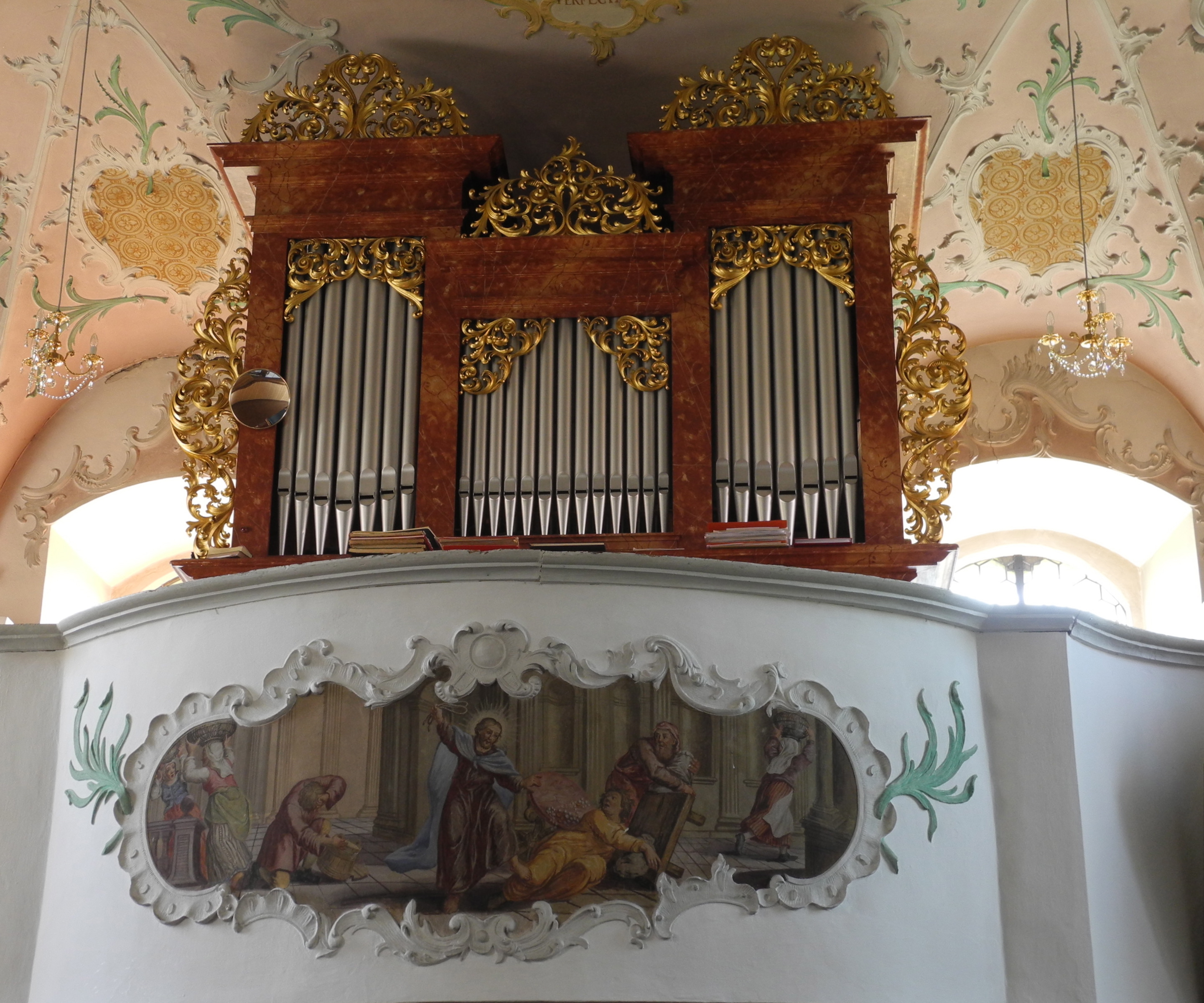
Orgelprospekt in der Kirche St. Johannes Evangelist in Oberbibrach

Die erste Orgel wurde bereits 1763 aufgestellt, wurde dann aber durch ein Geschenk des Abtes Eberhard Razer 1778 mit der alten Chororgel des Klosters Speinshart ersetzt. Diese war bis 1902 im Dienst, dann wurde sie durch ein Instrument des Orgelbauers Wolf aus Bayreuth 1903 ausgetauscht. Die Orgel war allerdings wegen der mechanischen Bedienung sehr störanfällig, so dass man 1959 daran dachte, sie auszuwechseln.
Die jetzige, 1964 eingeweihte Orgel mit 12 Registern auf zwei Manualen und Pedal ist ein Werk von Eduard Hirnschrodt aus Regensburg. Die Disposition lautet:
| I Positiv |    |
| Gedeckt   | 8′ |
| Nachthorn | 4′ |
| Prinzipal | 2′ |
| Cymbel II |    |

| II Hauptwerk |    |
| Rohrflöte    | 8′ |
| Weidenpfeife | 8′ |
| Praestant    | 4′ |
| Schwiegel    | 2′ |
| Mixtur IV–V  |    |

| Pedal       |     |
| Subbaß      | 16′ |
| Oktavbaß    | 8′  |
| Choralflöte | 4′  |

- Koppeln: II/I, I/P, II/P
- Bemerkungen: Schleiflade, mechanische Spiel- und Registertraktur, neubarocker Prospekt von 1903

## Glocken
Die Kirche besitzt vier Glocken. Die Kleinste davon spendete 1954 die Pfarrhaushälterin Anna Schmidt, die Glocke trägt die Inschrift „Heiligstes Herz Jesu, erbarme dich unser“. Die Marienglocke stammt von 1718 und wurde in Bibrach gegossen, sie hat die Inschrift „S. Maria ora pro nobis anno domoni 1718“.  1952 wurde durch eine Kollekte die Norbertglocke angeschafft, sie trägt die Inschrift „1952 gestiftet von der Kirchengemeinde Oberbibrach und Prälat Gereon Motyka und Pater Bartholomäus Kraus“. Die vierte Glocke ist die Johannis- oder Wetterglocke mit der Inschrift „JESUS NAZARENUS REX JUDAEORUM HAEC CAM NA FVSA CONSECRAT EST IN HONOREM S: JIHANNIS EVANGELISTAE: 1718 GOSS MICH MAGNUS GABRIEL REINBERG VON AMBERG“. Diese wurde während des Zweiten Weltkrieges abgenommen und weggebracht, ist aber 1947 auf dem Glockenfriedhof in Hamburg entdeckt und 1947 wieder zurückgebracht worden.
Die Georgsglocke, gestiftet 1930 von Georg Ruderer, war nach dem Krieg nicht mehr aufzufinden.